# Oceanitídeos
Os painhos dos sul são aves marinhas da família Oceanitidae, que pertence à ordem dos Procellariiformes. Anteriormente estavam incluídos na família Hydrobatidae, que compreende os painhos do norte.
Estas aves de pequena dimensão alimentam-se de plâncton e pequenos peixes, que apanham à superfície da água, muitas vezes enquanto peneiram. O seu voo é agitado e pode fazer lembrar o dos morcegos.

## Espécies
Esta família compreende 10 espécies:
- Painho-casquilho, Oceanites oceanicus
- Painho-de-elliot Oceanites gracilis
- Painho-pincoya, Oceanites pincoyae
- Painho-de-dorso-cinzento, Garrodia nereis
- Calca-mar ou painho-de-ventre-branco, Pelagodroma marina
- Painho-de-barriga-branca, Fregetta grallaria
- Painho-de-barriga-preta, Fregetta tropica
- Painho-da-nova-caledónia, Fregetta lineata
- Painho-maori, Fregetta maoriana
- Painho-de-garganta-branca, Nesofregetta fuliginosa